# Little Britches
Jennie Stevenson, bekannt als Little Britches (* 1879 in Barton County, Missouri; † nach 1896), war eine jugendliche Gesetzlose im Wilden Westen der Vereinigten Staaten, die meist gemeinsam mit Anna Emmaline McDoulet (bekannt als Cattle Annie) in Erscheinung trat. Bekannt wurde Little Britches durch den Spielfilm Zwei Mädchen und die Doolin-Bande (Originaltitel: Cattle Annie and Little Britches) aus dem Jahr 1981, in dem Amanda Plummer als Cattle Annie ihr Debüt hatte. Unter der Regie von Lamont Johnson spielte Diane Lane die Rolle der Little Britches.
Cattle Annie und Little Britches waren Scharfschützinnen und Revolverheldinnen mit Pistole und Gewehr, sind heute aber abseits des Filmes weitgehend unbekannt, obwohl sie zu ihrer Zeit zu den meistgenannten Namen in Oklahoma und dem Indianer-Territorium gehörten und für ihr kriminelles Vorgehen bekannt waren.

## Leben
Jennie Stevens wurde in Barton County im Südwesten des Bundesstaates Missouri auf einer Ranch des Ehepaares Daniel und Lucy Stevenson geboren. Als ihre Schwester war Victoria Estella Stevenson bekannt.
Jennie Stevens verkürzte offenbar ihren Mädchennamen „Stevenson“ zu „Stevens“, indem sie den „Son = Sohn“ strich. Nachdem sie zum zweiten Mal heiratete, trug sie eine Zeitlang den Namen Jennie Stevenson Stephens, da ihr Ehemann „Stephens“ hieß.
Die Familie Stevenson lebte während der 1880er Jahre in Seneca in Newton County, auch im Südwesten von Missouri nahe der östlichen Grenze von Oklahoma. Die Stevensons zogen dann ins Reservat der Creek bei Sinnett in Pawnee County im Norden des Indianer-Territoriums.

## Leben als Outlaw
Annie und Little Britches folgten den Erzählungen über die Bill-Doolin-Bande nach Lektüre von Groschenromanen wie jene von Ned Buntline, der berühmt für seine meist fiktiven Geschichten über Buffalo Bill Cody (z. B. „Buffalo Bill Cody – König der Grenzer“) als Westgrenzen-Held und Show-Star wurde.
Little Britches schloss sich der Doolin-Bande (Wild Bunch) an, verlor aber ihr Pferd und kehrte nach Hause zurück und wurde von ihrem Vater Daniel Stevenson getadelt. Sie war dennoch weiter entschlossen, ein Leben als Gesetzlose zu führen. Im März 1895 heiratete Little Britches einen taubstummen Pferdehändler, Benjamin Midkiff. Sie arbeitete als Zimmermädchen in einem Hotel in Perry, Noble County im Norden Oklahomas. Midkiff fand heraus, dass Little Britches ihm untreu war, und er schickte die Jugendliche Jennie Stevens zu ihrem Vater zurück, nachdem die beiden gerade sechs Wochen zusammen waren. Nur einen Tag nach Little Britches Rückkehr nach Hause ritt sie auf der Suche nach den Outlaw-Abenteuern den Arkansas River entlang.
Schon bald heiratete sie offenbar Robert Stephens, aber die Ehe dauerte nur sechs Monate. Bei einem Gemeindeball trafen Little Britches und die drei Jahre jüngere Cattle Annie auf die Doolin-Bande (später Wild Bunch genannt – nicht zu verwechseln mit Butch Cassidys Wild-Bunch-Bande). Diese Gang, von der elf Mitglieder gewaltsam ums Leben kamen, fand einen Unterschlupf bei den Creek am Cimarron River in Payne County nahe Ingalls, östlich von Stillwater, Oklahoma. Im Jahre 1893 wurden bei einer Schießerei in Ingalls drei US Marshals getötet.
Little Britches und Cattle Annie waren ausgezeichnete Reiterinnen und Scharfschützinnen, sie trugen Männerkleidung und Pistolen in Gürtelholstern. Die beiden Frauen, oft gemeinsam, aber zeitweise auch allein, stahlen Pferde, verkauften Whiskey und anderen Alkohol an die Osage- und Pawnee-Indianer und warnten Gesetzlose, wenn Strafverfolgungsbehörden in der Nähe waren. Es gelang ihnen immer wieder, der Strafverfolgung zu entgehen und sie wurden für ihre gewagten Aktionen in der gesamten Region bekannt.
Mitte August 1895 wurde Little Britches gefangen genommen, aber sie konnte bald aus einem Restaurant in Pawnee, Oklahoma Territory entkommen, während sie in der Obhut von Sheriff Frank Lake war. Nach den Berichten von Journalisten dieser Zeit gelang es Little Britches, das Lokal durch die Hintertür zu verlassen, die Wache zu überlisten, ließ dabei ihre Kleidung liegen, griff sich das Pferd eines Deputy Marshals und galoppierte in die Nacht davon.
Die US Marshals Bill Tilghman (Uncle Billy) (1854–1924) und sein Deputy Steve Burke spürten Little Britches und Cattle Annie wenig später auf. Burke fasste die 13-jährige Cattle Annie, als sie aus einem Fenster kletterte. Sein Kollege, der US Marshal Uncle Billy Tilghman hatte eine schwierigere Aufgabe bei der Ergreifung von Little Britches, die zuerst mit einer Winchester auf die beiden Gesetzeshüter feuerte. Tilghman erschoss Little Britches’ Pferd, worauf das Tier und sie zu Boden gingen. Little Britches schoss weiter mit einer Pistole auf den Marshal und lieferte sich anschließend noch eine körperliche Auseinandersetzung mit dem berühmten Gesetzeshüter, bevor er sie in Gewahrsam nehmen konnte.

## Inhaftierung
Die beiden jungen Frauen wurden wegen Pferdediebstahl und dem Verkauf von Alkohol an die Indianer vom US-Bezirksrichter Andrew Gregg Curtin Bierer, Sr. (1862–1951) vor seinem Gericht in Guthrie, der damaligen Hauptstadt Oklahomas, verurteilt.
Little Britches wurde für zwei Monate im Gefängnis von Guthrie eingesperrt (unter dem Namen Jennie Midkiff, nach ihrem Mann aus der ersten, nur sechswöchigen Ehe), da sie als Zeugin in einem Mordprozess aussagen sollte. Sie hatte während ihrer Arbeit als Hausmädchen eine Schießerei beobachtet. Danach wurde sie in die Massachusetts Correctional Institution in Framingham gebracht. Im Oktober 1896 wurde ihr der Rest ihrer zweijährigen Haftstrafe wegen guter Führung erlassen und sie kehrte zu ihren Eltern zurück. Über ihre weiteren Lebensjahre ist nichts bekannt, obwohl einige Geschichten in Umlauf gebracht wurden, dass sie zum dritten Mal verheiratet war, eine Familie aufgezogen und ein vorbildliches Leben in Tulsa, Oklahoma geführt hätte.
Little Britches und Cattle Annie zogen nur knapp zwei Jahre durch Oklahoma und das Indianer-Territorium, aber ihre Eskapaden erwiesen sich als Herausforderung für die Strafverfolgungsbehörden und die Justiz. Es ist nicht bekannt, ob Little Britches aufgrund ihrer Niederkunft in Framingham, einem der wenigen Gefängnisse, die für weibliche Häftlinge zur Verfügung standen, „rehabilitiert“ wurde.

## Alternative Berichte
The Oklahoma Journal of History and Culture erklärte, dass Tilghman nichts mit der Verhaftung von Little Britches zu tun hatte. Die Zeitungen berichteten, dass die Verhaftung der beiden von den Deputy Marshals Frank Burke und Frank Canton vorgenommen wurde. Die Publikationen erklären weiterhin, dass beide Frauen nicht in Kontakt mit der Doolin-Gang oder anderen Gesetzlosen gestanden hätten.

## Medien

### Film
In Johnsons Film Zwei Mädchen und die Doolin-Bande von 1981 ist vieles historisch ungenau. So war Burt Lancaster zum Zeitpunkt der Verfilmung viel älter als Bill Doolin zum Zeitpunkt der Handlung.
Rod Steiger spielt Marshal Bill Tilghman, Scott Glenn ist in der Rolle des Bill Dalton zu sehen.

### Fernsehen
Die Schauspielerin Gloria Winters (bekannt aus Flieger-Abenteuer-Fernsehserie Sky King) spielt Little Britches 1954 in einer Episode der Stories of the Century, einer Western-Anthologie von und mit Jim Davis. Es wird erzählt wie Little Britches von einem Outlaw namens Dave Ridley (dargestellt von James Best) geschlagen wurde. Am Ende wird Little Britches beim Verlassen des Gefängnisses in Framingham und ihrer anonymen Arbeit in einer Suppenküche in einem Slum von New York City gezeigt.